# Jean-Jacques Pauvert
Pour les articles homonymes, voir Pauvert.
Jean-Jacques Pauvert, né Jean Albert Pauvert à Paris le 8 avril 1926 et mort le 27 septembre 2014 à Toulon,, est un éditeur et écrivain français, fondateur des Éditions Pauvert.
Il s'est surtout fait connaître par la réédition d'œuvres oubliées, proscrites ou considérées comme marginales et la publication de nouveaux auteurs dont beaucoup ont été des best-sellers. À près de vingt ans, il est le premier à publier Sade sous son propre nom d'éditeur, sortant le « divin marquis » de la clandestinité. Jusqu'alors son œuvre avait toujours été diffusée sous le manteau. Pauvert fait face à un procès historique où il est défendu par l'avocat Maurice Garçon.
Pauvert a fait appel à des dessinateurs et des maquettistes de talent, comme Siné, Jacques Darche ou Pierre Faucheux ; ce dernier, a conçu dans les années 1960, pour les éditions Jean-Jacques Pauvert, l'identité graphique de la collection « Libertés » (format poche : 9 cm × 18 cm, couverture en papier kraft, gros caractères d'affiche noirs pour le titre, tranche noire), offrant ainsi une présentation originale tout en réduisant les coûts de fabrication.
Réduit souvent à son activité d'éditeur de textes érotiques, Jean-Jacques Pauvert est également un éditeur de livres surréalistes, fantastiques ou bien en défense de la langue française. Il a révélé des auteurs qui ont connu de grands succès de librairie, tels Albertine Sarrazin, Michel Bernard, Jean Carrière, Hortense Dufour, Françoise Lefèvre, Brigitte Lozerec'h, Mario Mercier ou encore Edouard Limonov.

## Biographie

### Enfance et formation
Fils de Marcel Pauvert qui exerce la profession de journaliste et de Marthe Salmon, Jean-Jacques Pauvert, né à Montmartre, est le petit-neveu d'André Salmon par sa branche maternelle. La famille Pauvert déménage à Sceaux, où Jean-Jacques passe son enfance avec son frère aîné Jean-Claude. Il fait ses études primaires au lycée Lakanal, où il a pour professeur de français José Lupin, avant de passer brièvement par l'École alsacienne, où son grand-père paternel avait été professeur et son père élève. « Cancre incurable » selon les propres termes de Pauvert, il est chaque fois renvoyé des établissements scolaires. L'hypothèse que Jean-Jacques Pauvert ait pu être un « enfant surdoué », précoce, a été avancée par sa fille Corinne Pauvert. En atteste par ailleurs son inscription dans un établissement spécialisé par les parents de Jean-Jacques Pauvert.
Si José Lupin exclut Jean-Jacques du lycée Lakanal en 1941, le professeur de français a une certaine influence sur le jeune Pauvert. Développant un véritable attrait pour la lecture, Pauvert est initié par Lupin à la lecture de l’œuvre de Maurice Leblanc, dont le professeur était un véritable passionné. Pauvert « restera fidèle aux auteurs qu'il a découverts grâce à lui », comme La Bruyère et Chateaubriand.

### L'entrée dans le monde du livre sous l'Occupation
De retour à Paris après un séjour en Dordogne au moment de l'exode, Jean-Jacques Pauvert vit un temps chez son grand-oncle André Masson. Son père l'aide à obtenir un emploi de commis magasinier à la librairie Gallimard, boulevard Raspail à Paris en 1942. Alors âgé de 16 ans, Pauvert croise à la librairie les auteurs de la maison Gallimard et de la Nouvelle Revue française tels que Jean-Paul Sartre, Albert Camus, Jean Paulhan, Marcel Aymé ou encore Raymond Queneau.
Parallèlement à son emploi au sein de la librairie Gallimard, Jean-Jacques Pauvert se lance dans l'activité de courtage de livres pour améliorer ses revenus. Dans un contexte de pénurie généralisée liée à la guerre et à l'Occupation, Pauvert achète des livres dans des librairies éloignées de Paris, attend que les prix augmentent pour ensuite les revendre à des particuliers. Les livres érotiques, qu'il découvre durant cette période, sont prisés par les clients car relativement rares et difficiles à trouver. Profitant de la méconnaissance de certains de ses interlocuteurs, Pauvert fait l'acquisition d'un lot de livres achetés « pour une bouchée de pain » sur le quai de Seine : il s'agit finalement de livres d'auteurs du mouvement surréaliste, provenant de la bibliothèque personnelle de Maurice Heine, dont il tirera un fort profit.
Durant ces années d'Occupation, Pauvert consacre la plus grande part de son temps libre à lire : « il lit tout, les livres de Marcel Aymé, de Montherlant, de Jean Giono et peut-être de Lucien Rebatet, Les Décombres, succès monstre dès sa parution en 1942 ».

### Éditions du Palimugre / Éditions Jean-Jacques Pauvert: les débuts de métier d'éditeur

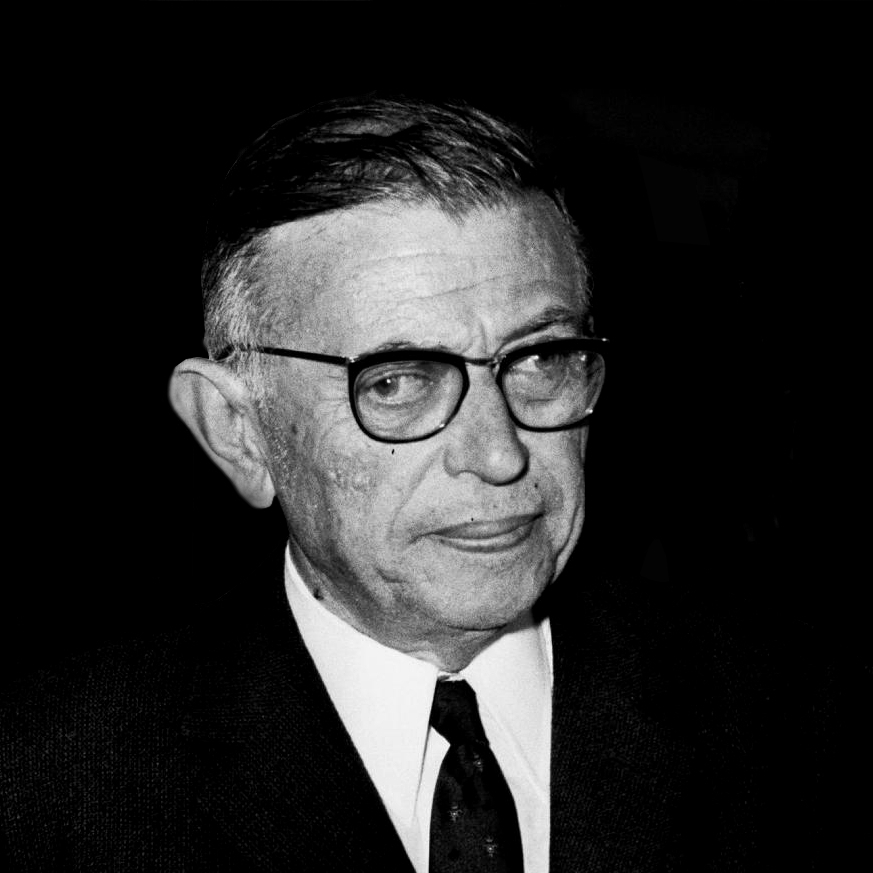
Jean-Paul Sartre, premier auteur publié par Jean-Jacques Pauvert

À la sortie de la Seconde guerre mondiale, Jean-Jacques Pauvert décide de devenir éditeur. En 1945, sous le nom des Éditions du Palimugre, il publie un texte de Jean-Paul Sartre initialement paru dans la revue Cahiers du Sud, sous le titre d'Explication de « L’Étranger ». Suivra une publication d'Albert Camus, dont le texte était également paru dans une revue, Le Voyage en Grèce, intitulé Prométhée aux enfers. Pauvert l'édite sous la forme d'« un objet véritablement précieux », dans un format in-16 à 250 exemplaires numérotés. En 1948, le jeune éditeur publie les Lettres inédites de Gustave Flaubert. Ses premières années dans le métier de l'édition sont aussi caractérisées par la publication de textes de Montherlant et de Léautaud, puis, en 1947, d'une édition intégrale de l'Histoire de Juliette du marquis de Sade.
Pour la première fois, Sade est officiellement publié sous une jaquette d'éditeur, «Jean-Jacques Pauvert», ce qui lui vaudra plus de dix ans de poursuites judiciaires. Il sera défendu par le célèbre avocat Maurice Garçon. Le dernier des dix volumes sort en juillet 1949, avec une couverture en carton dont la maquette est signée Mario Prassinos. Pauvert découvre les textes de Sade en 1942, sur les conseils d'André Breton. Alors âgé de 25 ans, il entreprend la publication des Œuvres complètes du marquis : si Maurice Heine avait débuté cette tâche en 1926, sa faillite l'empêcha de mener à bout son entreprise.
En 1949, il fonde la première Librairie du Palimugre, rue de Vaugirard. En 1953-1954, après avoir essuyé un refus par les Éditions Gallimard, Jean Paulhan lui confie le manuscrit d'Histoire d'O d'une certaine Pauline Réage (Dominique Aury de son vrai nom, identité révélée plus de 30 ans après la parution du livre), et signe la préface du livre que Pauvert publie en 1954. Si le texte n'est pas un best-seller à sa sortie, des versions pirates circulent rapidement au Canada. Bénéficiant du bouche-à-oreille, l'ouvrage trouve, au fil des années, un véritable lectorat.
En 1955, il reprend la revue Bizarre, créée par Éric Losfeld.

### Procès et condamnations: un éditeur inquiété par la censure
Dans les années 1950, Jean-Jacques Pauvert est étroitement surveillé par la brigade des mœurs et se trouve jugé à de nombreuses reprises par les autorités judiciaires pour la publication de certains ouvrages. Ses différents procès entrent dans un contexte de censure plus large qui touche différents auteurs et éditeurs pour « outrage aux bonnes moeurs » : Boris Vian et son livre J'irai cracher sur vos tombes, Isidore Isou pour Isou ou la mécanique des femmes, Georges Bataille pour Histoire de l’œil ou encore Vladimir Nabokov pour Lolita,.

#### «L'Affaire Sade» (1954-1958)

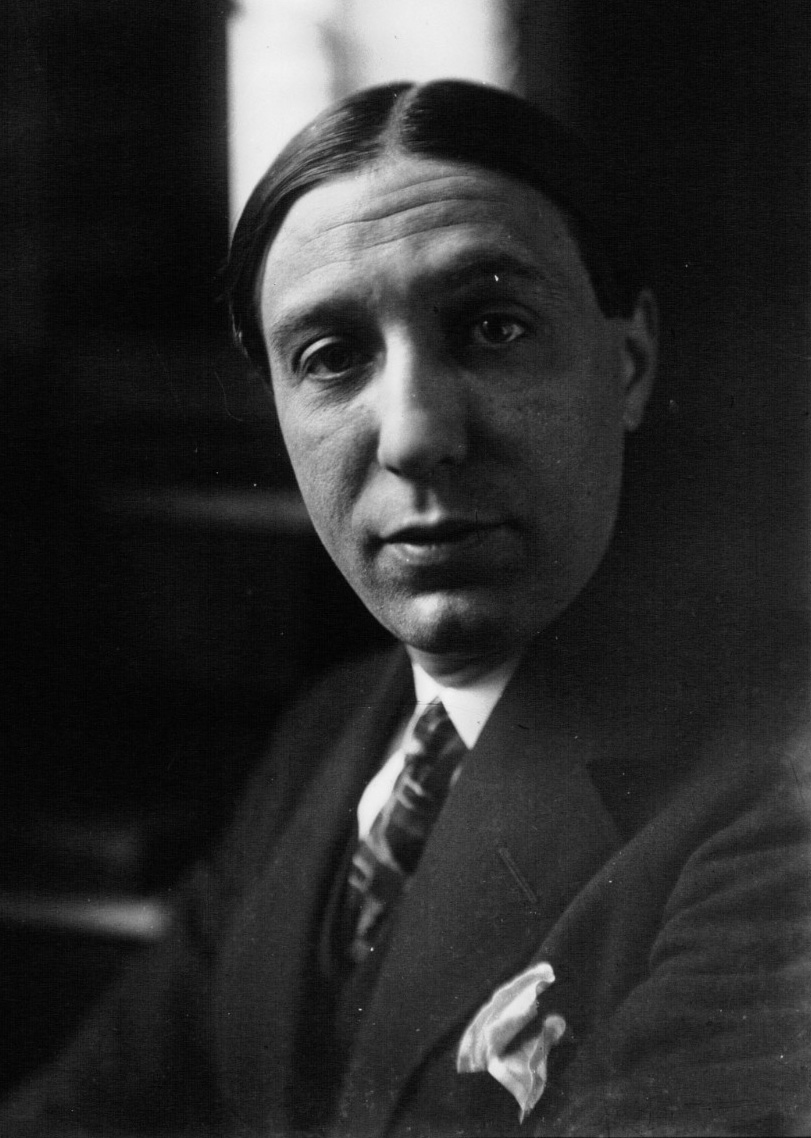
Maurice Garçon, avocat de Jean-Jacques Pauvert

En 1954, Jean-Jacques Pauvert a publié vingt-cinq volumes des Œuvres complètes de Sade, composées de Justine (un volume), La Nouvelle Justine (quatre volumes), Juliette (six volumes), Les Crimes de l'amour (trois volumes), Les Cent Vingt Journées de Sodome (trois volumes), Dialogue entre un prêtre et un moribond (un volume), Les Infortunes de la vertu (un volume), La Philosophie dans le boudoir (un volume), Zoloé et ses acolytes (un volume) et Aline et Valcour (quatre volumes).
Il est surveillé par la police pour les éditions des textes de Sade jugés licencieux par les autorités dès 1953 : une demande de renseignement est émise le 13 juin par le juge Fougère, précédant des rapports de police, des convocations judiciaires et des perquisitions au domicile de l'éditeur. Un procès lui est intenté du 29 décembre 1955 au 12 mars 1957 par le Ministère public concernant la publication de quatre livres de Sade : La Philosophie dans le boudoir, La Nouvelle Justine, Juliette, Les Cent vingt journées de Sodome. Défendu encore par l'académicien et défenseur de la liberté d'expression Maurice Garçon, quatre fameux témoins furent cités pour sa défense : Jean Cocteau, André Breton, Jean Paulhan et Georges Bataille. Seuls les deux derniers témoignèrent au procès le 15 décembre 1956, Cocteau adressa au tribunal une courte lettre lue par Maurice Garçon, et André Breton, absent de Paris, adressa un texte qui, malencontreusement égaré, ne put être lu au procès. Jean Cocteau écrivit : « Le moindre roman policier de la pudibonde Amérique est plus pernicieux que la plus audacieuse des pages de Sade » ; tandis que Paulhan cite Freud, la Bible et ajoute : « N'importe quel livre risque d'entraîner une corruption. Baudelaire risque d'entraîner toutes les corruptions possibles. »
La défense de Maurice Garçon et de Jean-Jacques Pauvert se concentre non sur le contenu des textes de Sade, mais bien sur la diffusion des ouvrages qui inquiète le plus les autorités judiciaires, tout en affirmant que les textes du marquis de Sade sont importants dans l'histoire de la littérature française. Pauvert « met en avant le fait que son édition d'allure sévère s'adresse aux spécialistes et non à un large public ». Les textes publiés par Pauvert ne comportent en effet aucune illustration, et chaque titre est tiré à deux mille exemplaires et vendu mille francs.

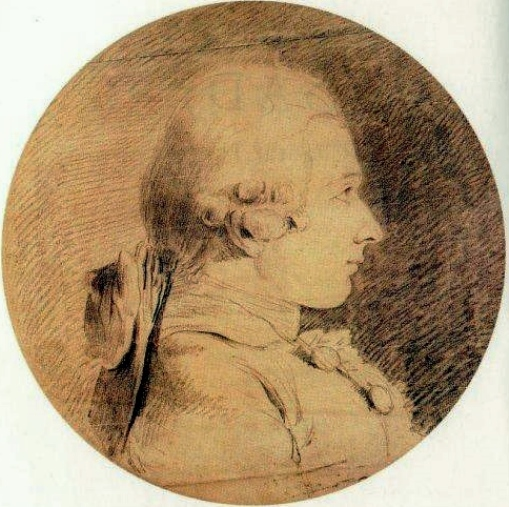
Le marquis de Sade

La déposition de Bataille est restée fameuse, contribuant autant à la reconnaissance de la valeur philosophique et éthique de l'œuvre de Sade qu'à celle du travail d'éditeur de Pauvert : « Actuellement nous ne devons retenir que la possibilité de descendre par Sade dans une espèce d’abîme d’horreur, abîme d’horreur que nous devons connaître, qu’il est en outre du devoir en particulier de la philosophie – c’est ici la philosophie que je représente – de mettre en avant, d’éclairer et de faire connaître […]. Je suis bibliothécaire ; il est certain que je ne mettrai pas les livres de Sade à la disposition de mes lecteurs sans aucune espèce de formalité. Mais la formalité nécessaire, demande d’autorisation au conservateur, étant accomplie, les précautions voulues étant prises, j’estime que pour quelqu’un qui veut aller jusqu’au fond de ce que signifie l’homme, la lecture de Sade est non seulement recommandable, mais parfaitement nécessaire. » Le 10 janvier 1957, le jugement est rendu et Pauvert est d'abord condamné en première instance à une lourde amende de 200 000 francs (80 000 francs pour l'Histoire de Juliette, 120 000 francs pour les 120 Journées de Sodome et La Philosophie dans le boudoir) les ouvrages saisis devant être détruits, mais il annonce que le jugement n'aura aucune incidence sur la publication (« Nous n'avons pas l'intention de rendre Sade aux imprimeurs clandestins »). De février à mars 1958, l'affaire est plaidée en appel. Le jugement est confirmé, mais un sursis est accordé à Pauvert pour le paiement de l’amende et l'obligation de détruire les ouvrages imprimés est abandonnée. Pauvert continue à publier et à réimprimer Sade et il ne sera plus jamais poursuivi de ce chef. Après quelques années d'observation, d'autres éditeurs français l'imitent sans être inquiétés : Claude Tchou publie, dans les années 60, les œuvres complètes de Sade par correspondance. Grâce à l'acharnement de Pauvert, « Sade était enfin libre. »
Le déroulement du procès, les plaidoiries de Maurice Garçon et les témoignages sont publiés en 1963 par Jean-Jacques Pauvert sous le titre Plaidoyer contre la censure.

#### «L'Affaire d'O»

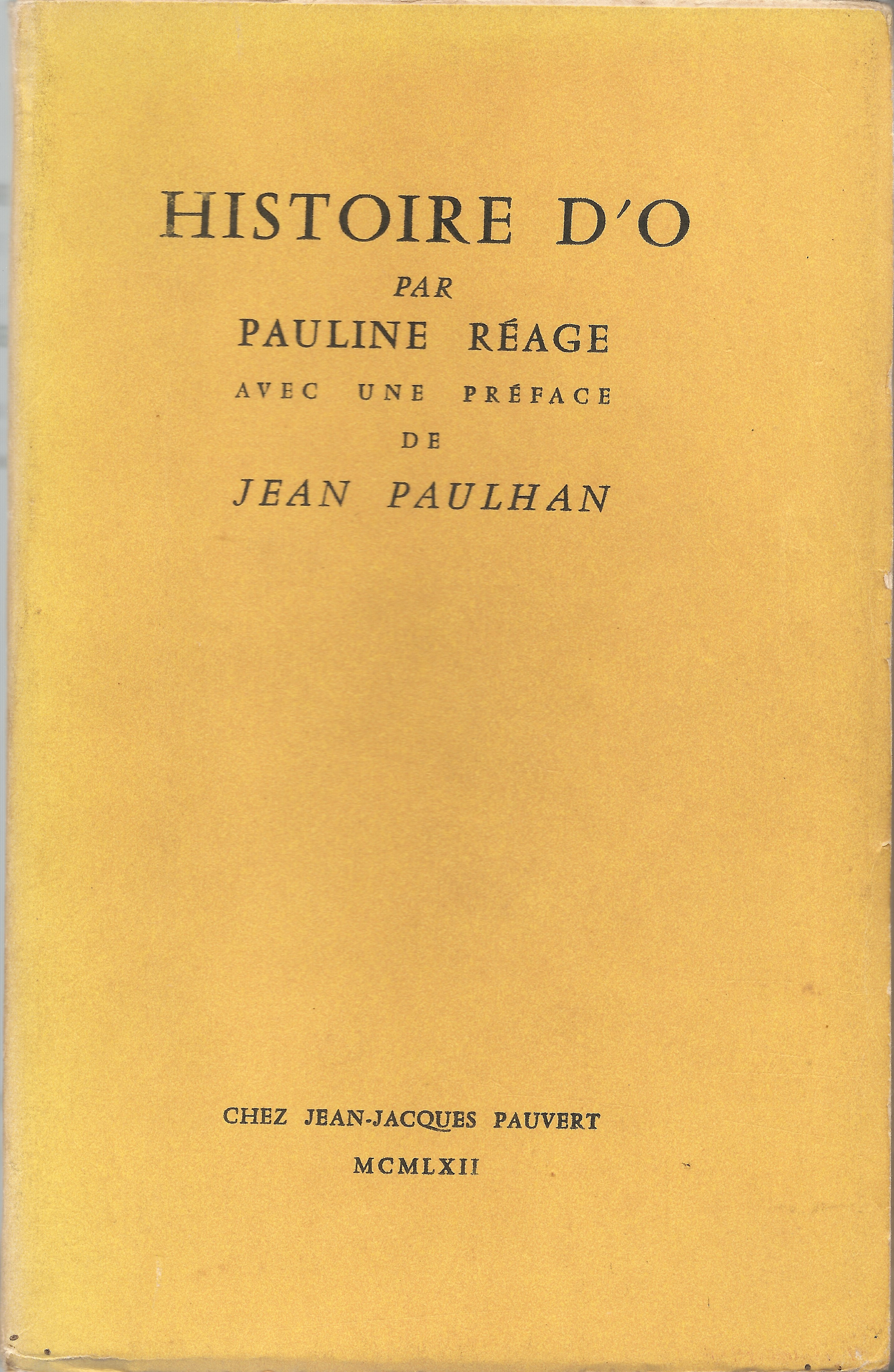
Couverture dHistoire d'O, édition 1962

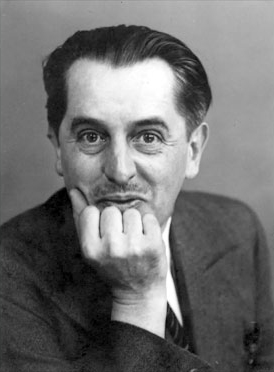
Jean Paulhan, compagnon de route de Pauvert, signe la préface dHistoire d'O

Parallèlement au procès Sade, Jean-Jacques Pauvert est également poursuivi pour la publication d'Histoire d'O. Le 28 octobre 1954, la brigade mondaine ouvre une enquête : la véritable identité de Pauline Réage est recherchée par les autorités policières et judiciaires.
Georges Pernot, sénateur et président de la Ligue des familles nombreuses, porte plainte auprès de la justice en 1955. Si les rapports de police évoquent dès janvier 1956 le nom de Dominique Aury, véritable auteure de l'ouvrage, aucune preuve concrète ne permet de confirmer le lien entre Aury et son pseudonyme, si bien que Louise de Vilmorin, Simone de Beauvoir, André Pieyre de Mandiargues, André Malraux et Jean Paulhan sont cités et suspectés d'être Pauline Réage.

### Les années soixante: un travail d'éditeur reconnu
Parmi les auteurs qu'il édite ou réédite figurent Georges Darien, Georges Bataille, Gilbert Lely, André Breton, Erckmann-Chatrian, Pierre Klossowski, Raymond Roussel, Charles Cros, Lewis Caroll, Albertine Sarrazin, la comtesse de Ségur, Oscar Panizza, Fulcanelli, Eugène Canseliet, Salvador Dalí, C. R. Maturin ou encore René de Solier. Il publie également une édition des œuvres complètes de Victor Hugo en quatre volumes, ainsi que l’Histoire de l'art d'Élie Faure en trois tomes, sous la direction d'Yves Lévy.
En 1965, Salvador Dali le contacte pour la publication de son livre écrit en 1938 : Le Mythe tragique de l'Angélus de Millet (dans lequel il applique son procédé d'interprétation paranoïaque-critique au tableau de Jean-François Millet), pour lequel il fait une présentation originale, cartonnée et entoilée, d'un format 21,5 cm X 27,5 cm.
En 1967, il publie une biographie, rédigée par Jean Nohain, du pétomane Joseph Pujol, artiste phénomène qui donnait des spectacles de pets fort prisés au début du siècle.
Au début de Mai 1968, il fonde L'Enragé, journal satirique avec les dessinateurs Siné, Reiser, Cabu, Topor, Wolinski, Willem.

#### Jean-François Revel et la collection de pamphlets «Libertés» (1964-1972)
À la mort de René Julliard, Jean-François Revel, alors directeur de collection aux Éditions Julliard, voit son projet de création de collection reconsidéré à la suite du rachat de la maison d'édition par un groupe financier. Initialement intitulée « Culture », et malgré le soutien de Christian Bourgois, trois collections voient finalement le jour, dont deux dirigées par Revel lui-même - une consacrée à la littérature et l'autre à l'histoire de l'art -, la troisième, intitulée « Archives », est confiée à Pierre Nora.

##### «Libertés» (1964-1967)
Le domaine des essais étant délaissé par la maison Julliard, Jean-François Revel propose à Jean-Jacques Pauvert, en 1964, d'accueillir ce projet éditorial, intitulé « Libertés ».

« Son idée avec Libertés était une collection des meilleurs pamphlets, dont beaucoup de classiques n'étaient pas en librairie, et dont la plupart des nouveautés intéressantes n'étaient pas accessibles en éditions de poche. L'idée, tout à fait dans les couleurs de la maison, me séduisit »

— Jean-Jacques Pauvert, La Traversée du livre

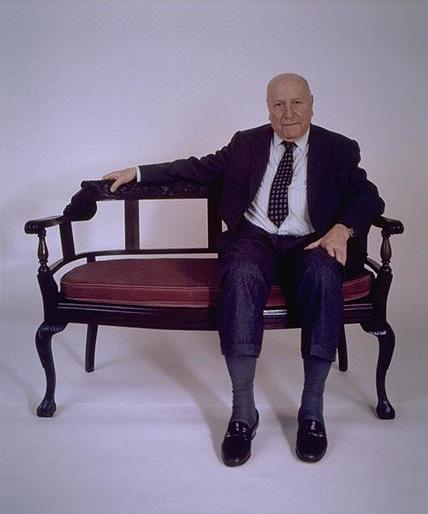
Jean-François Revel, directeur de la collection « Libertés »

Se voulant concurrent de la collection « Idées » de Gallimard, Pauvert charge le graphiste Pierre Faucheux de réaliser la couverture de la collection de poche : avec un format agenda (9 X 18 centimètres), une couverture en papier kraft et une tranche noire, l'identité visuelle de la collection est concrétisée. Les textes classiques republiés sont accompagnés d'une introduction et d'un appareil critique afin de replacer dans le contexte les propos tenus par les auteurs. Les parutions contemporaines sont, elles, tournés vers la critique du structuralisme, alors majoritaire en France dans les années 60. Le premier volume de la collection, publié en 1964, est d'ailleurs une réédition d'un pamphlet de 1957 de Jean-François Revel lui-même, intitulé Pourquoi des philosophes ?, critique des « pensées et des systèmes philosophiques dominants, qui n’épargne ni Lacan, ni Heidegger, ni Bergson, ni le marxisme, ni Lévi-Strauss. ». Le livre de Revel sera d'ailleurs la meilleure vente des titres de la collection, avec 27 476 exemplaires vendus entre 1964 et 1967, devant les Dessins politiques de Siné. Les parutions suivantes sont des textes de Voltaire, de Diderot, de Victor Hugo, d'Anatole France et de Blaise Pascal : les textes classiques sont majoritaires dans la collection dirigée par Revel.
L'équilibre financier est difficile à trouver pour une collection de poche : le prix de vente est fixé au moment de la création de « Libertés » à 3 francs l'exemplaire, le public visé étant un public d'étudiants, avec peu de moyens financiers. Selon Jean-François Revel, pour qu'un titre de la collection soit rentable, il doit se vendre 10 000 exemplaires, bien que les ventes s'érodent à partir du numéro 32 (5 200 exemplaires en moyenne des numéros 32 à 42), alors que le lancement de la collection avait bien démarré (11 000 exemplaires en moyenne pour les numéros 23 à 31).
Le format des livres choisi par Pauvert et Faucheux pose également un problème logistique : les ouvrages, dépassant de 5 millimètres les présentoirs pour les formats poche, trouvent difficilement leur place en librairie, aux côtés des autres livres de poche,. L'éditeur devra attendre d'avoir suffisamment de titres parus à son catalogue pour pouvoir concevoir les siens.

##### «Libertés nouvelles» (1967-1968)
Face aux difficultés financières et à l'impossibilité de trouver un équilibre, Jean-Jacques Pauvert souhaite pouvoir faire évoluer le prix d'exemplaire à la hausse. En 1966, l'éditeur demande une autorisation à la Direction des prix, qui répond défavorablement à sa requête. Pauvert n'a d'autre choix que de renommer la collection « Libertés nouvelles », et fixe le prix d'un ouvrage à 8,25 francs.

#### L'érotisme dans le catalogue de Jean-Jacques Pauvert

##### Une collection centrée sur l'érotisme: la «Bibliothèque internationale d’érotologie» (1958-1968)
Jean-Jacques Pauvert rencontre, par l'intermédiaire d'André Breton, Joseph-Marie Lo Duca. Cet homme de lettres et de cinéma, correspondant un temps du journal fasciste Corriere della Sera, a participé à la fondation des Cahiers du cinéma, dont il est écarté en 1951. Pauvert et Lo Duca fondent en 1958 la « Bibliothèque internationale d'érotologie », que le deuxième dirigera. Parmi les textes parus dans un format in-16 abondamment illustrés, Lo Duca signe plusieurs ouvrages avec notamment l'Histoire de l'érotisme en 1959, mais aussi une importante somme en trois volumes sur L'Érotisme au cinéma (1958-1962), tout en assurant l'écriture de plusieurs préfaces.
La collection est un véritable succès commercial pour Pauvert, qui voit ses titres réimprimés et dont les droits sont vendus à l'étranger. Les livres de la « BIE » devaient être enchaînés à la Foire du livre de Francfort pour éviter d'être volés. Le succès éditorial n'empêche pas l'éditeur d'être la cible de la censure dans un grand nombre de pays où les livres de la collection sont commercialisés : les titres sont saisis aux douanes de la Belgique, de l'Italie, de la Suisse et des États-Unis, s'ils ne sont pas tout simplement volés par les douaniers. Les libraires sont parfois frileux pour commander les livres de la BIE, craignant d'être inquiété par les autorités.

### De la liquidation judiciaire à la tutelle d'Hachette (1968-1979)
En 1968, il publie pour la première fois en français La Désobéissance civile de Henry David Thoreau, paru aux États-Unis en 1849 et qui a inspiré[citation nécessaire] Gandhi dans son action non-violente.
Jean-Jacques Pauvert prend part au mouvement de Mai 1968, en publiant le journal satirique L'Enragé, créé par Siné, ce dernier étant rejoint par, entre autres, Reiser, Gébé et Cabu. Siné et Pauvert se connaissent depuis plusieurs années : en 1953, le dessinateur publie à compte d'auteur chez Jean-Jacques Pauvert un recueil de dessins érotiques intitulé Livre d'images, imprimé sur papier Japon et tiré à 260 exemplaires, suivi d'une dizaine de titres parus chez le même éditeur.
Après les événements de Mai 1968, Jean-Jacques Pauvert rencontre d'importants problèmes de trésorerie. Il est, « ironiquement, celui qui aura été le plus directement victime de 1968 ». Le stock de l'éditeur comporte des milliers d'exemplaires en attente d'être vendus, témoignant d'une rencontre parfois ratée entre un auteur et les lecteurs. La collection « Libertés » est celle qui pèse le plus sur les finances de Pauvert, avec, en décembre 1967, 10 000 exemplaires en stock des Provinciales de Blaise Pascal, 8 000 de la Monographie de la presse de Balzac, ou encore 9 500 de Huit jours chez Renan de Maurice Barrès. Toujours à la fin de l'année 1967, Pauvert a en stock 17 832 exemplaires de L'Astragale et 16 224 de La Cavale, les deux ouvrages d'Albertine Sarrazin qui ont rencontré un fort succès lors de leur parution. La suite d'Histoire d'O, publié en 1969 par Pauline Réage sous le titre Retour à Roissy, n'est pas un succès commercial comme espéré par Jean-Jacques Pauvert : interdit dès sa parution, 29 000 exemplaires engorgent les stocks de l'éditeur.
Les grèves de Mai 68 ont mis les activités de la maison d'édition à l'arrêt, et les actionnaires majoritaires domiciliés en Suisse retirent leurs fonds, poussant Pauvert à la liquidation judiciaire,.
En 1972, l'un de ses auteurs, Jean Carrière, obtient le prix Goncourt pour son roman L'Épervier de Maheux. Pauvert découvre Françoise Lefèvre, qu'il révèle en 1974 au public par son roman La Première Habitude (grand prix des lectrices de Elle 1975). En 1976, il publie les Mémoires d'un fasciste de Lucien Rebatet.
L'année 1979 signe la fin des éditions Pauvert : d'un commun accord, Hachette et Jean-Jacques Pauvert mettent fin à leur collaboration. L'éditeur négocie son propre départ, après avoir essuyé de multiples refus aux projets qu'il proposait à Hachette, comme la réédition de la comtesse de Ségur ou les œuvres complètes de René Crevel. Hachette conserve les titres du catalogue Pauvert, pouvant ainsi continuer à les publier, tandis que Jean-Jacques Pauvert peut publier sous son nom chez d'autres éditeurs.

### Collaborations éditoriales et carrière d'auteur (1979-2014)
Commence le temps où il mène de front son métier d'éditeur et celui d'auteur, car il a entamé l'immense travail de mise en perspective depuis les premiers signes de l'écriture jusqu'à nos jours d'une Anthologie historique des lectures érotiques, dont il fait précéder chaque extrait d'un texte de présentation historique. La publication des cinq volumes sera échelonnée de 1979 à 2001. Entre le pénultième et le dernier volume, il rédige une immense biographie du Marquis de Sade en trois volumes, intitulée Sade vivant, parue d'abord chez Robert Laffont (1986-1990), puis revue et augmentée, en un seul volume, aux éditions Le Tripode (2013), ce qui sera sa dernière publication.
En 1982, il révèle Brigitte Lozerec'h en publiant son premier roman L'Intérimaire, en coédition avec Julliard. Ce livre connaît un immense succès et sera traduit en plusieurs langues. En fin d'année, il entame une riche collaboration avec Annie Le Brun, rencontrée en 1978, en publiant son mémorable essai sur la fascination pour le roman noir, Les Châteaux de la subversion, puis, plus tard, sous sa marque « Pauvert », sa longue introduction aux œuvres complètes de Sade, Soudain un bloc d'abîme, Sade, éditée par la suite en volume séparé (1986). À la fin de cet essai, Annie Le Brun insère une dédicace en forme d'hommage, « Pour Jean-Jacques Pauvert », dont elle dit que sa relation à Sade « outrepasse le domaine de l'édition. À moins que l'édition ne soit ce que vous en avez fait pour Sade, une formidable machine contre le temps et la mort, ou contre la solitude, la vraie, qui est l'infracassable conscience des deux. [...] C'est que vous êtes un des rares à savoir la fragilité, l'extrême fragilité de toute pensée forte. Je dirais même à en avoir physiquement conscience, au point que vous construisez des livres comme des barricades pour les protéger, ces pensées si fortes qu'elles subvertissent l'ordre des choses sans qu'on s'en aperçoive, ces pensées si fragiles que tout en nous travaille à les empêcher de nous entraîner au-delà de nous-mêmes. »
De 1981 à 1983, il publie deux romans de Françoise Sagan, Un orage immobile en coédition avec les Éditions Julliard, puis La Femme fardée en coédition avec Ramsay. Ce dernier demeure le plus fourni, le plus épais de toute l’œuvre de Sagan avec ses 500 pages.
En 1991, il dirige la réédition des œuvres de Guy Debord aux éditions Gallimard.
En 2001, il réédite dans sa collection de poche Lectures amoureuses des éditions La Musardine, « un des chefs-d’œuvre du roman érotique contemporain », Nous Deux - Simples papiers du tiroir secret, de Marcel Valotaire, qui fut aussi « un des plus beaux, mais également un des plus chers parus avant la guerre ».
Il demeure avec Éric Losfeld le plus grand éditeur d'ouvrages érotiques de la seconde moitié du XXe siècle, et même si les deux hommes se sont un peu fâchés, tous deux étaient des habitués des salles d'audience, en raison du nombre très important de procès pour outrage aux « bonnes mœurs » qui leur fut infligé. Au sujet de Pauvert, Losfeld reconnaît d'ailleurs dans son autobiographie : « force m'oblige de dire que c'est un monstre sacré de l'édition ».

### Vie privée
Jean-Jacques Pauvert est le père de quatre enfants : l'ainée, Anne-Marie, avec sa première épouse, Claude Marie Jeanne Habert, puis Corinne et Mathias, avec sa deuxième épouse, Christiane Sauviat (morte en 2008). Il est également le père de Camille Deforges, née en 1966, et dont la mère est Régine Deforges, avec qui Pauvert a eu une longue liaison. Il parle de cette « famille parallèle » dans ses mémoires, La Traversée du Livre (p. 423 ff.). Régine Deforges a toujours favorisé les liens entre sa fille et son père, Pauvert l'a reconnue quand elle a eu quarante ans.
Après la mort de Christiane, Pauvert a épousé Brigitte Lozerec'h le 25 avril 2014 à la mairie du Rayol-Canadel-sur-Mer, comme l'a rapporté le quotidien Var-Matin du 26 avril 2014.

## Maison d'édition
Les éditions Jean-Jacques Pauvert sont toujours restées propriété de leur créateur. Mais celui-ci a vendu à Hachette la marque Pauvert devenue une collection rattachée aux éditions Fayard.

## Cinéma
- Jean-Jacques Pauvert apparait dans le film Un héros très discret en 1996 : il joue son propre rôle, détaillant les péripéties et affabulations du héros, Albert Dehousse, et illustrant ses propos en lisant des passages du livre d'un capitaine Dionnet titré La mauvaise mémoire.

- On le voit également pendant quelques secondes dans le film[70] Papa les p'tits bateaux Il est l'un des deux hommes à la Malette (à 1 h 25 min 35 s du film).

## Hommage
Une exposition organisée à la Maison de la Culture de Rennes du 10 janvier au 2 mars 1980, sous le titre L'Univers de Jean-Jacques Pauvert, lui a rendu un vibrant hommage. Dans le catalogue de cette exposition, son amie Annie Le Brun signe un article intitulé « Un sauvage honnête homme », dans lequel elle le décrit en aventurier de l'esprit et funambule de l'édition, « astronome de la nuit sensible qui nous enveloppe de son silence infini [...] participant de cette course énigmatique et toujours inachevée qui a pour but de nommer l'innommable, de faire parler le silence » ; un éditeur dont la curiosité sans frein a permis l'« invention capitale de la contemplation passionnée et clandestine des dessous d'un demi-siècle qui s'était voulu spectaculaire en tout » : « Équilibriste, illusionniste, explorateur, peu importe, Jean-Jacques Pauvert a su dévoiler l'envers de ce décor. Et sous la folie des certitudes, voilà que sont apparues les certitudes de la folie : Sade, Breton, Bataille mais aussi Maturin, Darien, Apollinaire, Wilde ».

## Œuvres

### Ouvrages
- Anthologie historique des lectures érotiques, 4 volumes, Paris, éditions Stock / Spengler, 1995, complétés par un tome 5 : De l'infini au zéro, 1985-2000, publié en 2001
- Sade vivant, 3 volumes, Paris, éd. Robert Laffont, 1986-1990 Prix des Deux Magots.
- Nouveaux (et moins nouveaux) visages de la censure, suivi de l'Affaire Sade, Paris, Les Belles Lettres, 1994
- L'Amour à la française, ou l'Exception étrange, Paris, Éditions du Rocher, 1997
- Avec Mathias Pauvert, Anthologie du coït, Paris, La Musardine, 1997 ; rééd. coll. « Lectures amoureuses », 2017
- Apollinaire et Monaco, Paris, Éditions du Rocher, 1999
- La Littérature érotique, Paris, éd. Flammarion, coll. « Dominos », 2000
- La Traversée du livre, Tome 1, Paris, Viviane Hamy, 2004
- Métamorphose du sentiment érotique, Paris, Éditions Jean-Claude Lattès, 2011
- Mes lectures amoureuses, Paris, La Musardine, 2011
- Sade vivant, réédition, revue et augmentée, en un seul volume (1204 p.), Paris, éd. Le Tripode, 2013
- Mes lectures érotiques. Morceaux choisis, Paris, La Musardine, 2015

### Correspondance
- Guy Debord, Correspondance, volume 7, Paris, Fayard, 2008 Les lettres de Guy Debord à Jean-Jacques Pauvert sont regroupées dans ce volume.

#### Ouvrages

##### Généralités

###### Histoire de l'édition
- Olivier Bessard-Banquy, La fabrique du livre : l'édition littéraire au XXe siècle, Pessac, Presses universitaires de Bordeaux / Du Lérot, 2016, 510 p. (ISBN 979-10-300-0091-7).
- Olivier Bessard-Banquy, La vie du livre contemporain : étude sur l'édition littéraire 1975-2005, Pessac / Tusson, Presses universitaires de Bordeaux / Du Lérot éditions, 2009, 356 p. (ISBN 978-2-86781-551-5, lire en ligne).
- Martine Poulain, « La censure », dans Pascal Fouché (dir.), L’Édition française depuis 1945, Paris, Éditions du Cercle de la Librairie, 1998 (ISBN 2-7654-0708-8), p. 555-598

###### Histoire de l'édition érotique
- Olivier Bessard-Banquy (dir.), Le livre érotique, Bordeaux, Presses universitaires de Bordeaux, coll. « Les Cahiers du livre », 2010, 219 p. (ISBN 978-2-86781-614-7, lire en ligne)
- Olivier Bessard-Banquy, « Le livre érotique de 1945 à 1968 : tendance subversive », dans Amélie Auzoux et Camille Koskas, Érotisme et frontières dans la littérature française du XXe siècle, Paris, Classiques Garnier, coll. « Rencontres » (no 422), 2019, 406 p. (ISBN 978-2-406-08575-1), p. 211-229.
- Camille Koskas, « Le rôle de Paulhan dans la légitimation de la littérature érotique dans les années 1950 », dans Amélie Auzoux, Camille Koskas, Érotisme et frontières dans la littérature française du XXe siècle, Paris, Classiques Garnier, coll. « Rencontres » (no 422), 2019, 406 p. (ISBN 978-2-406-08575-1), p. 189-209
- Raymond-Josué Seckel, « L'édition érotique : Eric Losfeld et Jean-Jacques Pauvert », dans Pascal Fouché (dir.), L’Édition française depuis 1945, Paris, Le Cercle de la librairie, 1998 (ISBN 2-7654-0708-8), p. 778-779
- Anne Urbain-Archer, L’encadrement des publications érotiques en France : (1920-1970), Paris, Classiques Garnier, coll. « Littérature et censure » (no 5), 2019, 925 p. (ISBN 978-2-406-07419-9)

##### Sur Jean-Jacques Pauvert
- L'Univers de Jean-Jacques Pauvert, Catalogue d'exposition (10 janvier-2 mars 1980, Rennes, Maison de la culture, 1980, 68 p.
- Chantal Aubry, Pauvert l'irréductible. Une contre-histoire de l'édition, Paris, L'Échappée, 2018, 592 p. (ISBN 978-2-37309-044-4).
- François Dosse, « Jean-Jacques Pauvert. Arsène Lupin dans l’édition », dans François Dosse, Les hommes de l'ombre : portraits d'éditeurs, Paris, Perrin, coll. « Biographies », 2014, 432 p. (ISBN 978-2-262-03754-3, lire en ligne), p. 325-354.
- Brigitte Lozerec'h, Au diable Pauvert, Paris, Gallimard, 2019, 225 p. (ISBN 978-2-07-293131-4)
- Emmanuel Pierrat, Jean-Jacques Pauvert, l’éditeur en liberté, Paris, Calmann-Lévy, 2019, 264 p. (ISBN 978-2702158043).
- Jean-Jacques Pauvert, La Traversée du livre, Paris, Viviane Hamy, 2004, 478 p. (ISBN 2-87858-189-X)

#### Articles
- Emmanuel Dreux, « Bizarre (1953-1968) », La revue des revues,‎ 2013, p. 2-17 (DOI https://doi.org/10.3917/rdr.049.0002, lire en ligne )
- Alexandre Gefen, « Jean-Jacques Pauvert : "Sade n'est récupérable par personne" », Le Magazine littéraire, no 536,‎ 1er octobre 2013 (lire en ligne  [PDF])
- Annie Le Brun, « Un sauvage honnête homme », dans L'Univers de Jean-Jacques Pauvert, Rennes, Maison de la culture, 1980, repris dans À distance, Paris, Jean-Jacques Pauvert aux éd. Carrère, 1984, p. 128-132.
- Annie Le Brun, « Pour Jean-Jacques Pauvert », dans Soudain un bloc d'abîme, Sade, Paris, Jean-Jacques Pauvert, 1986, p. 325-327.
- Olivier Le Naire, « Jean-Jacques Pauvert : "J'étais l'Arsène Lupin de la littérature" », L'Express, 22 mars 2004.
- Jean-Marc Levent, « Un acte de censure "scélérat" : Sade en procès (1954-1958) », Lignes, vol. 3, no 3,‎ 2000, p. 109-126 (DOI 10.3917/lignes1.003.0109, lire en ligne ).
- Clément Pieyre, « Jean-François Revel et la collection "Libertés" », Revue de la Bibliothèque nationale de France, vol. 3, no 39,‎ 2011, p. 70-84 (DOI 10.3917/rbnf.039.0070, lire en ligne).

### Filmographie
- Documentaire de Maria Pinto, Un sauvage honnête homme, 55 minutes, 2012